# Фінал Ліги конференцій УЄФА 2022
Фінал Ліги конференцій УЄФА 2022 — перший фінал нового турніру УЄФА — Ліги конференцій УЄФА. Відбувся 25 травня 2022 року в Тирані (Албанія) на стадіоні «Ейр Албанія».
Переможець фіналу потрапить до групового етапу Ліги Європи УЄФА 2022—2023, якщо не зможе кваліфікуватися до Ліги чемпіонів чи Ліги Європи за результатами виступів у національному чемпіонаті.

## Місце проведення
Подача заявок на проведення фіналів Ліги конференцій УЄФА 2022 та 2023. Усі асоціації, які мали бажання проводити один з фіналів, мали шанс подати заявку до 20 лютого 2020 року.
| Країна    | Стадіон       | Місто      | Ємність | Примітки |
| --------- | ------------- | ---------- | ------- | --- |
| Албанія   | Ейр Албанія   | Тирана     | 22 500  | Змагалися за право приймати Суперкубок УЄФА 2019 та 2020                                                              |
| Франція   | Жоффруа Гішар | Сент-Етьєн | 41 965  | Місце проведення матчів Чемпіонату Європи УЄФА 1984 та 2016, Чемпіонату світу з футболу 1998, Кубок конфедерацій 2003 |
| Греція    | Панкритіо     | Іракліон   | 26 240  | Місце проведення матчів футбольного змагання на Олімпійських іграх 2004                                               |
| Македонія | Тоше Проескі  | Скоп'є     | 33 460  | Місце проведення Суперкубку УЄФА 2017                                                                                 |

Виконавчий комітет УЄФА на засіданні 3 грудня 2020 року обрав стадіон Ейр Албанія.

## Шлях до фіналу
Примітка: У всіх результатах, поданих нижче, голи фіналістів подаються першими, натомість де відбувався матч вказано в дужках (д: вдома; г: в гостях; н: на нейтральному полі).
| Поз | Команда    | І | О  |
| --- | ---------- | - | -- |
| 1   | Рома       | 6 | 13 |
| 2   | Буде-Глімт | 6 | 12 |
| 3   | Зоря       | 6 | 7  |
| 4   | ЦСКА       | 6 | 1  |

| Поз | Команда         | І | О  |
| --- | --------------- | - | -- |
| 1   | Феєнорд         | 6 | 14 |
| 2   | Славія          | 6 | 8  |
| 3   | Уніон           | 6 | 7  |
| 4   | Маккабі (Хайфа) | 6 | 4  |

## Матч
| 25 травня 2022 22:00 (21:00 CEST) |

| Рома           | 1:0      | Феєнорд |
| -------------- | -------- | ------- |
| - Дзаніоло 32' | Протокол |         |

| Ейр Албанія, Тирана Глядачів: 19 597 Арбітр: Іштван Ковач (Румунія) |

| Рома | Феєнорд |

| ВР            | 1  | Руй Патрісіу          | 84'   |     |
| ЗХ            | 23 | Джанлука Манчіні      |       |     |
| ЗХ            | 6  | Кріс Смоллінг         |       |     |
| ЗХ            | 3  | Рожер Ібаньєс         |       |     |
| ПЗ            | 77 | Генріх Мхітарян       |       | 17' |
| ПЗ            | 4  | Браян Крістанте       |       |     |
| ПЗ            | 2  | Рік Карсдорп          |       | 89' |
| ПЗ            | 59 | Нікола Залевський     | 67'   | 67' |
| ПЗ            | 22 | Ніколо Дзаніоло       |       | 67' |
| ПЗ            | 7  | Лоренцо Пеллегріні    | 37'   |     |
| НП            | 9  | Теммі Абрагам         |       | 89' |
| Заміни:       |    |                       |       |     |
| ВР            | 87 | Даніель Фузато        |       |     |
| ЗХ            | 5  | Матіас Вінья          |       | 89' |
| ЗХ            | 15 | Ейнслі Мейтленд-Найлз |       |     |
| ЗХ            | 24 | Мараш Кумбулла        |       |     |
| ЗХ            | 37 | Леонардо Спінаццола   | 90+4' | 67' |
| ПЗ            | 17 | Жордан Верету         |       | 67' |
| ПЗ            | 27 | Сержіу Олівейра       |       | 17' |
| ПЗ            | 52 | Едоардо Бове          |       |     |
| НП            | 11 | Карлес Перес          |       |     |
| НП            | 14 | Ельдор Шомуродов      |       | 89' |
| НП            | 64 | Фелікс Афена-Г'ян     |       |     |
| НП            | 92 | Стефан Ель-Шаараві    |       |     |
| Тренер:       |    |                       |       |     |
| Жозе Моурінью |    |                       |       |     |

| ВР        | 1  | Джастін Бейло       |     |     |
| ЗХ        | 3  | Лютсарел Геертрюйда |     |     |
| ЗХ        | 18 | Гернот Траунер      | 25' | 74' |
| ЗХ        | 4  | Маркос Сенесі       |     |     |
| ЗХ        | 5  | Тайрелл Маласіа     |     | 88' |
| ПЗ        | 26 | Гус Тіл             |     | 59' |
| ПЗ        | 17 | Фредрік Аурснес     |     |     |
| ПЗ        | 10 | Оркун Кекчю         |     | 88' |
| НП        | 14 | Ріс Нелсон          |     | 74' |
| НП        | 33 | Сіріл Дессерс       |     |     |
| НП        | 7  | Луїс Сіністерра     |     |     |
| Заміни:   |    |                     |     |     |
| ВР        | 16 | Валентін Кожокару   |     |     |
| ВР        | 21 | Офір Марціано       |     |     |
| ВР        | 30 | Тейс Янсен          |     |     |
| ЗХ        | 2  | Маркус Педерсен     |     | 74' |
| ЗХ        | 13 | Філіпп Сандлер      |     |     |
| ЗХ        | 25 | Рамон Гендрікс      |     |     |
| ЗХ        | 32 | Дензел Холл         |     |     |
| ПЗ        | 6  | Йорріт Хендрікс     |     |     |
| ПЗ        | 28 | Єнс Торнстра        |     | 59' |
| НП        | 9  | Аліреза Джаганбахш  |     | 88' |
| НП        | 11 | Браян Лінссен       |     | 74' |
| НП        | 23 | Патрик Волемарк     |     | 88' |
| Тренер:   |    |                     |     |     |
| Арне Слот |    |                     |     |     |

| Помічники арбітра: Васіле Марінеску (Румунія) Овідіу Артене (Румунія) Четвертий арбітр: Сандро Шерер (Швейцарія) Відеоасистент арбітра: Марко Фріц (Німеччина) Відеоасистенти: Крістіан Дінгерт (Німеччина) Бастіан Данкерт (Німеччина) | Регламент - 90 хвилин. - 30 хвилин додаткового часу за необхідності. - Серія пенальті за необхідності. - По дванадцять запасних гравців. - Максимум три заміни гравців від кожної команди посеред матчу та четверта у разі додаткового часу. |